# Nemzeti Agrárkutatási és Innovációs Központ
A Nemzeti Agrárkutatási és Innovációs Központ (rövidítve NAIK, angolul National Agricultural Research and Innovation Centre, rövidítve NARIC) egy országos hatáskörű szerv volt Magyarországon, amelynek alapító okiratát Fazekas Sándor vidékfejlesztési miniszter 2013 decemberében írta alá. A Központ 2014. január 1-jével kezdte meg működését. 2021. január 31-i hatállyal megszüntette a 2020. évi  CXLIX. törvény.

## Székhelye
2100 Gödöllő, Szent-Györgyi Albert út 4.

## Intézetei
- Agrárkörnyezet-tudományi Kutatóintézet
- Állattenyésztési, Takarmányozási és Húsipari Kutatóintézet
- Erdészeti Tudományos Intézet
- Élelmiszertudományi Kutatóintézet
- Gyümölcstermesztési Kutatóintézet
- Halászati Kutatóintézet
- Mezőgazdasági Biotechnológiai Kutatóintézet
- Mezőgazdasági Gépesítési Intézet
- Növénytermesztési Önálló Kutatási Osztály
- Öntözési és Vízgazdálkodási Önálló Kutatási Osztály
- Szőlészeti és Borászati Kutatóintézet
- Zöldségtermesztési Önálló Kutatási Osztály